# Fangen ved Sølvstrømmen
Fangen ved Sølvstrømmen er en af Don Rosas historier, som fortæller lidt om Joakim Von Ands liv.

## Historie
Det hele begyndte en dag, hvor Anders And og hans nevøer arbejdede i pengetanken. De stillede store spørgsmål om, hvad onkel Joakim allerhelst syntes var det bedste for ham. Den ene mener det andet. Men ingen af rådene er rigtige! Onkel Joakim havde nemlig et særligt minde om en saloonpige ved navn Gulda, også kaldet Gulda Glimmer.